# 异齿藓
异齿藓（学名：Regmatodon declinatus）为薄罗藓科异齿藓属下的一个种。